# Jemenitische Burgeroorlog (2015)
De Jemenitische Burgeroorlog is een conflict in Jemen dat begon op 19 maart 2015, voortkomend uit de onrust die volgde op de Jemenitische Revolutie in 2011–2012 die de regering van Saleh ten val bracht. Sindsdien kwamen de sjiitische Houthi's in opstand tegen de nieuwe, overwegend soennitische, regering van Al-Hadi en bezetten zij grote delen van Noord-Jemen, waaronder de hoofdstad Sanaa. De Houthi's kregen ook steeds openlijker steun van oud-president Saleh. Het kwam ten slotte tot een gewapend treffen tussen beide partijen, waarna een coalitie van soennitische Arabische landen onder leiding van Saoedi-Arabië intervenieerde ten gunste van Al-Hadi.
De meeste media en sommige wetenschappers beschouwen het conflict inmiddels als een godsdienstoorlog tussen soennieten en sjiieten, maar volgens andere deskundigen ligt het ingewikkelder. Bovendien maken terroristische organisaties zoals IS en Al Qaida, meer bepaald Al Qaida op het Arabisch Schiereiland, gebruik van de chaos en instabiliteit in het land om hun greep op bepaalde delen van het land te versterken.

## Achtergrond
Naarmate de Jemenitische Revolutie voortduurde verzwakte de regering steeds meer. De Houthi's maakten hiervan in 2011 en 2012 gebruik door meer gebied te bezetten. In mei 2012 hadden ze de meerderheid van de gouvernementen Saada, Al Jawf en Hajjah in handen, wat hun een gunstige positie verschafte om eventueel ook Sanaa in te nemen. Ondertussen breidden ook salafistische rebellen (Al Qaida op het Arabisch Schiereiland, Ansar al-Sharia en later ook de Islamitische Staat) hun invloed gestadig uit. Hierop verbreedden de Houthi's hun doelstellingen tot het beschermen van de zaidistische minderheid tegen de salafisten. Ook de Zuidelijke Beweging, die een afscheiding van Zuid-Jemen wil, begon enigszins terrein te winnen.
Een andere partij werd gevormd door aanhangers van ex-president Saleh, die een gelegenheidsverbond met de Houthi's leken te hebben gesloten. De toestand escaleerde daarmee de facto tot een meervoudige burgeroorlog met zes fracties (regering, Houthi's, Saleh-aanhangers, Zuidelijke Beweging, AQAS en de IS). De Houthi's zagen hun aantal gewapende strijders aanzwellen van enkele duizenden tot meer dan 100.000.
Vanaf november 2013 laaiden de gevechten tussen de Houthi's en salafisten/wahabisten weer op in Jemen. Ook het verzet tegen de regering van Jemen werd steeds groter. In september 2014 veroverden de Houthi's de hoofdstad Sanaa en stelden de president onder huisarrest, waarna de Verenigde Naties een vredesakkoord tussen de partijen wisten te bewerkstelligen. De Houthi's kregen concessies, maar die gingen hun uiteindelijk niet ver genoeg. Op 20 januari 2015 vielen Houthi's het presidentiële paleis aan in Sanaa waar zij president Al-Hadi onder druk zetten om af te treden. Dat deed hij op 22 januari 2015. Begin februari ontbonden de rebellen het parlement en zij stelden een vijfhoofdig overgangsbestuur in. De Houthi's trachtten hierop een eigen president naar voren te schuiven en een nieuwe regering te vormen, maar veel partijen weigerden zich aan de onderhandelingstafel te melden en Al-Hadi ontvluchtte de stad naar Aden. Hier verkondigde hij nog steeds rechtmatig president van Jemen te zijn en de Houthi-regering niet te erkennen. Salafistische groeperingen reageerden met bomaanslagen op Houthi's en zaiditische moskeeën, zoals de driedubbele bomaanslag op 20 maart 2015 waarbij 142 doden vielen. Houthi-leider Abdulmalik Al-Houthi hield kort hierna een speech voor de televisie, waarin hij Al Qaida op het Arabisch Schiereiland (AQAP) – waartoe hij ook de aanhangers van Al-Hadi rekende – de oorlog verklaarde. De bomaanslagen zijn overigens niet opgeëist door Al Qaida, maar door IS, al is het ook niet helemaal zeker dat laatstgenoemden erachter zitten.

## Verloop burgeroorlog
Op 19 maart 2015 begon de burgeroorlog, toen er slag werd geleverd tussen troepen van de regering-Hadi en loyalisten van Saleh om de luchthaven van Aden. De troepen van Abdul-Hafez al-Saqqaf werden verslagen. Drie dagen later veroverden de Houthi's Ta'izz, de hoofdstad van het gelijknamige gouvernement. Een dag later naderden ze de Bab el Mandeb, een strategisch zeer belangrijke zeestraat. Op 24 maart bereikten de Houthi-rebellen de haven van Mokka. Op diezelfde dag bezetten ze gebouwen van het lokale bestuur in Dali', en ook in Lahij braken zware gevechten uit. De rebellen werden echter snel weer verdreven uit Dali' door luchtaanvallen. In Laheij werd een dag later de luchtbasis Al Anad bezet, waar de VS kort daarvoor hun troepen (US SOCOM) hadden teruggetrokken. Op 25 maart 2015 bereikten de Houthi's tot op 30 kilometer de havenstad Aden, waarop Al-Hadi het land ontvluchtte om in Saoedi-Arabië politiek asiel te krijgen.

### Operatie "Decisive Storm"
Op 25 maart 2015 begonnen Saudi-Arabië en andere soennitische landen uit Noord-Afrika, Zuid-Azië en het Midden-Oosten aan een militaire campagne tegen de Houthi's. De eerste luchtaanvallen werden uitgevoerd op 26 maart, met bombardementen van stellingen van de Houthi-rebellen. De operatie werd door de Houthi's omschreven als een "oorlogsverklaring".
Op 31 maart werd een belangrijke militaire basis aan de kust bij Bab el Mandeb door de Houthi's veroverd. Op 2 april maakte de Djiboutaanse minister van Buitenlandse Zaken Mahamoud Ali Youssouf bekend, dat de Houthi-rebellen zware wapens en snelle aanvalsschepen op het eiland Perim hadden geplaatst. Nog een ander gebied waar hevig werd gevochten was Shabwah, waar behalve leden van AQAP ook een plaatselijke tak van Ansar al-Sharia was gevestigd. Bij gevechten op 29 maart tussen Houthi's en soennieten vielen hier 38 doden. De hoofdstad van Shabwah, 'Ataq, werd op 9 april door de Houthi's ingenomen, ondanks hevige luchtaanvallen van de coalitie onder leiding van Saoedi-Arabië.
Op 21 april kondigde de coalitie onder leiding van Saoedi-Arabië aan te stoppen met de bombardementen op de Houthi's in Jemen, die toen bijna een maand hadden geduurd. Als alternatief zou er worden gezocht naar antiterreurmaatregelen en een meer politieke oplossing. De blokkade van de Jemenitische havens bleef echter voortduren. De aankondiging betekende echter niet dat alle luchtaanvallen meteen werden gestaakt. De dag na de aankondiging waren er nog steeds bombardementen, onder andere in Aden en Ta'izz, waar er nog steeds grondgevechten waren. Het aantal luchtaanvallen was echter wel kleiner. UNICEF berekende dat sinds het begin van de bombardementen op 26 maart minstens 115 kinderen, van wie 64 bij de bombardementen, waren omgekomen en 172 verminkt. De Wereldgezondheidsorganisatie sprak van zeker duizend doden, zowel burgers als militairen, sinds 19 maart.

### Gevechten in Aden
Op 2 mei kwam vanuit Aden het bericht dat er meer dan 400 doden waren gevallen, naast ruim 4000 gewonden. Volgens bronnen zouden er begin mei ook Saoedische troepen zijn geland in Aden. De bedoeling van de troepen was onduidelijk. Mogelijk zouden ze worden ingezet in verkenningsoperaties en om de troepen van de Zuidelijke Beweging op te leiden. Saoedi-Arabië ontkende echter een plan voor een grote militaire tussenkomst. De luchtaanvallen gingen echter begin mei door. Er waren nog steeds bombardementen op de luchthaven van Sanaa en op de haven van Al Hudaydah. De Verenigde Naties vroegen de onmiddellijke stopzetting ervan om een humanitaire luchtbrug naar Jemen te kunnen organiseren. VN-coördinator voor Jemen Johannes van der Klauw had eerder al gezegd dat de bombardementen en de blokkades zouden kunnen leiden tot een instorting van de basisinfrastructuur van het land door een tekort aan voedsel, drinkwater, brandstof en medicijnen.
In Aden werd er hevig slag geleverd tussen de Houthi's en het regeringsleger, gesteund door de Zuidelijke Beweging. Op 6 mei trokken de Houthi-rebellen en hun bondgenoten het district al-Tawahi aan de haven van Aden binnen. Dat district ligt aan de uitgang van de natuurlijke haven en omvat enkele belangrijke instellingen, waaronder het presidentieel paleis. Tijdens de gevechten kwamen zeker 80 mensen om, naast 32 mensen die in bootjes wilden vluchten, maar getroffen werden door geschut. Met het veroveren van Aden zouden de Houthi's alle grote bevolkingscentra van het westen van Jemen onder hun controle hebben.

### Vijfdaags bestand
Tijdens een bezoek van de Amerikaanse minister van Buitenlandse Zaken John Kerry aan Saudi-Arabië werd bekendgemaakt dat er een bestand zou komen om het mogelijk te maken humanitaire hulp naar Jemen te brengen. Saoedi-Arabië ging echter niet akkoord met de mogelijkheid om internationale grondtroepen in te zetten in Jemen. Op 8 mei werd door Adel al-Jubeir, de Saoedische minister van Buitenlandse Zaken, bevestigd dat de wapenstilstand op 12 mei, om 23 uur plaatselijke tijd, zou ingaan. De Houthi's stemden in met het staakt-het-vuren. In de aanloop naar het bestand gingen de luchtaanvallen echter gewoon door. Zo werd de luchthaven van Sanaa bijvoorbeeld opnieuw door de Arabische coalitie gebombardeerd. Bij aanvang van het bestand was het onduidelijk of het zou standhouden. Op 12 mei, de dag dat het staakt-het-vuren zou ingaan, werd er in heel Jemen nog hevig gevochten. Tot net voor het ingaan van het bestand bleef Saoedi-Arabië doorgaan met het uitvoeren van luchtaanvallen. In Sanaa werd een munitiedepot gebombardeerd, waarbij 69 mensen omkwamen. In Ta'izz waren er gevechten tussen de Houthi's en soennitische stammen. De komst van een Iraans vrachtschip met hulpgoederen en artsen zorgde voor extra onrust. Al na 24 uur bleek dat de wapenstilstand op veel plaatsen niet werd nageleefd. De gevechten gingen verder, onder andere in de plaatsen Ta'izz, Aden en Dhaleh. Na afloop van het bestand hervatte Saoedi-Arabië de luchtaanvallen, onder andere op de hoofdstad Sanaa, de havenstad Aden en in de provincies Sa'dah en Al Hudaydah. Als antwoord bestookten de Houthi's woonwijken met mortiergranaten. Volgens de VN was er te weinig tijd om de gehele bevolking van hulpgoederen te voorzien.

### Voortzetting van de gevechten en slag om Aden (juni-juli 2015)
Begin juni waren er zware gevechten op de grens tussen Jemen en Saudi-Arabië. Volgens de coalitie geleid door Saoedi-Arabië ging het om gecoördineerde aanvallen van troepen die trouw zijn gebleven aan ex-president Ali Abdullah Saleh. Later die maand waren er vredesonderhandelingen in Genève, maar deze eindigden zonder resultaat.
Op 16 juli kwam het bericht dat het Jemenitische regeringsleger en Zuid-Jemenitische milities, met hulp van de Saoedische luchtmacht, grote delen van de havenstad Aden op de Houthi's heroverd hadden. De luchthaven was op 14 juli al door milities van de Zuidelijke Beweging heroverd. Het was een eerste grote overwinning voor de Zuidelijke milities in de burgeroorlog. Bij de gevechten rond Aden vielen minstens 75 doden, het merendeel burgerslachtoffers, volgens Artsen zonder Grenzen.
Op vrijdag 24 juli bombardeerde de Saoedische luchtmacht de stad Mokka. Naast een energiecentrale werden daarbij ook woonwijken geraakt. Er zouden minstens 120 doden zijn gevallen.

### Tweede humanitair bestand (juli 2015)
Op 27 juli werd een tweede vijfdaags humanitair bestand van kracht, eenzijdig afgekondigd door Saoedi-Arabië. De Houthi's kondigden echter aan de strijd voort te zetten, wat ook gebeurde. In de provincies Ta'izz, Lahij en Ma'rib waren er gevechten. Saoedi-Arabië voerde tot voor het ingaan van het staakt-het-vuren luchtaanvallen uit op rebellenposities ten noorden van Aden en op een wapenopslagplaats in de provincie Sa'dah.

### Hervatting van de gevechten en opmars van de coalitie in Zuid-Jemen (augustus 2015)
Begin augustus heroverden de regeringsgetrouwe troepen de legerbasis al-Anadh, 10 kilometer ten noorden van Aden, op de Houthi-rebellen. De coalitie zette haar opmars in Zuid-Jemen verder door de provincies Aden, Lahij, Ad Dali' en Abyan op de rebellen te heroveren. De regeringsgetrouwe troepen en zuidelijke milities kregen daarbij steun van de door Saoedi-Arabië geleide coalitie, in de vorm van tanks, pantserwagen en artillerie en militaire adviseurs. Midden augustus werd ook de olierijke provincie Shabwah heroverd, nadat de Houthi's zich volgens een akkoord met de coalitie hadden teruggetrokken.
De gevechten breidden zich vervolgens uit naar de stad Ta'izz, de derde stad van Jemen in het zuidwesten. Minstens 80 mensen kwamen om bij gevechten tussen Houthi's en regeringstroepen op 16 en 17 augustus. Op 21 augustus voerde de coalitie een luchtaanval uit op de stad Ta'izz, waarbij tientallen burgerslachtoffers vielen. Het gemelde aantal burgerdoden liep uiteen van 43 tot 65. Enkele dagen later kwamen in deze stad minstens 14 burgers om door raketten van de Houthi-rebellen.
Door de landinwaartse verplaatsing van de gevechten tussen rebellen en regeringsgetrouwe troepen kon Al Qaida op het Arabisch Schiereiland (AQAS) rond 22 augustus verschillende delen van de havenstad Aden, waaronder de buurt rond het presidentieel paleis en een deel van de haven, innemen. AQAS heeft kunnen profiteren van een verwaarlozing van de veiligheid in de havenstad door de coalitie. Hierdoor werd de coalitie gedwongen om gevechten op twee fronten te voeren.

### Aanhoudend geweld en territoriale status-quo
Eind augustus vielen bij een luchtaanval van de coalitie in het noorden van Jemen 31 doden: zeventien burgers en veertien Houthi-rebellen.
Op 2 september maakte een dubbele aanslag tegen een sjiitische moskee in de hoofdstad Sanaa minstens twintig doden. Terreurgroep IS eiste de aanslag op via Twitter.
Bij gevechten aan de Jemenitisch-Arabische grens op 4 september vielen zeker vijftig doden aan Jemenitische zijde, en vier aan Arabische zijde. De Houthi-rebellen vuurden ook een raket af op een militaire basis in Safir in de provincie Ma'rib. Bij die aanval kwamen zestig soldaten van de Arabische coalitie om. Het was een van de zwaarste verliezen in één dag voor de coalitie. Op 5 en 6 september bombardeerde de Arabische coalitie als vergelding regeringsgebouwen in Sanaa, die in handen waren van de Houthi-rebellen. Onder meer het ministerie van Defensie raakte zwaar beschadigd, evenals het complex van oud-president Saleh. Bepaalde gebouwen werden volledig vernietigd. Ook een weeshuis werd verwoest, met een onbekend aantal doden tot gevolg.
Een Saoedische luchtaanval op de havenstad Al Hudaydah op 8 september doodde twintig Indiërs die per boot brandstof brachten naar de haven. De luchtaanval maakte deel uit van de vergeldingsaanvallen sinds de dood van 60 soldaten van de coalitie op 4 september. Daarnaast bereidden de aanvallen ook een grondoffensief voor. Het aantal soldaten van de coalitie in Jemen zou begin september opgelopen zijn tot 10.000.
Op 28 september kwamen 131 burgers om bij een luchtaanval van de coalitie op de havenstad Mokka. Alle slachtoffers waren aanwezigen op een huwelijksfeest. De coalitie ontkende het bombardement uitgevoerd te hebben. Op 8 oktober vielen er opnieuw slachtoffers bij een bombardement tijdens een huwelijksfeest, ditmaal in de plaats Sanban. Minstens dertien mensen kwamen om en 38 raakten gewond bij twee luchtaanvallen op een huis van een plaatselijk stamhoofd dat de Houthi-rebellen steunt. De coalitie ontkende betrokken te zijn bij de aanvallen, hoewel getuigen zeiden vóór de aanval vliegtuigen gehoord te hebben die wel degelijk tot de coalitie behoren.
Eind oktober werd een ziekenhuis van Artsen zonder Grenzen (AZG) in de stad Heedan (gouvernement Sa'dah) geraakt bij Saoedische luchtaanvallen. Er vielen slechts twee gewonden, maar AZG reageerde woedend op het voorval en sprak van een oorlogsmisdaad. Saoedi-Arabië verklaarde dat het geen luchtaanvallen in de stad had uitgevoerd en vroeg een onderzoek. VN-secretaris-generaal Ban Ki-moon veroordeelde de aanval, waarop Saoedi-Arabië het betreurde dat de topman de coalitie op deze manier van de aanval had beschuldigd. Saoedi-Arabië zei daarentegen wel dat de Houthi-rebellen raketten hadden afgevuurd op de Saoedische provincie Najran, en dat daarbij twee doden zouden zijn gevallen. Houthi's doodden ook elf burgers bij beschietingen van de stad Ta'izz in het zuidoosten van het land.
Saoedi-Arabië verklaarde eind oktober bij monde van zijn minister van Buitenlandse Zaken Adel al-Jubeir dat de oorlog in Jemen en de Saoedische militaire interventie op hun einde liepen omdat de Houthi's en de troepen trouw aan ex-president Saleh bereid waren te onderhandelen met de regering van Hadi.
Begin december veroverde Al Qaida de stad Jaar, de tweede grootste stad van het gouvernement Abyan, in het zuiden van Jemen. Bij de gevechten tussen Al Qaida en regeringsgetrouwe troepen vielen minsten zeven doden.

### Geheime onderhandelingen in Zwitserland (gestrand)
Op 15 december werd een nieuw staakt-het-vuren afgekondigd, terwijl de strijdende partijen op een geheime locatie in Zwitserland bijeenkwamen om tot een duurzame oplossing te komen. Ondanks het staakt-het-vuren bleven de gevechten tussen de rebellen en de militaire troepen echter doorgaan en vielen er in drie dagen tijd zeker 75 doden. De coalitie onder leiding Saudi-Arabië voerde hernieuwde luchtaanvallen uit op de rebellen in het noorden. Op 20 december besloten de strijdende partijen om de vredesonderhandelingen op te schorten tot half januari. VN-gezant Ismail Ould Cheikh Ahmed liet weten dat de gesprekken voor nu waren beëindigd.

### Gevechten weer hervat (2016)
Regeringsgetrouwe troepen doodden op 1 januari Ali Abed al-Rab bin Talab, beter gekend als Abu Anwar, een kopstuk van Al Qaida. Hij was een van de belangrijkste rechters in de provincie Hadramawt.
Op 2 januari 2016 hervatte de Saoedische coalitie de bombardementen op Jemen. Het was de derde keer sinds het begin van de oorlog dat een afgekondigd staakt-het-vuren al snel weer werd beëindigd. De coalitie verklaarde de luchtaanvallen te hervatten omdat de rebellen sinds de afkondiging van het staakt-het-vuren aanvallen zijn blijven uitvoeren op Saoedi-Arabië.
Op 10 januari werd in het noordelijke district Razeh, vlak bij de grens met Saudi-Arabië, een kliniek van Artsen zonder Grenzen getroffen door een raket. Hierbij zouden vier doden zijn gevallen. Volgens AZG zat de coalitie onder leiding van Saudi-Arabië achter de aanval.
In de nacht van 18 januari vielen bij een aanval van de Saudische coalitie op een politiebureau in Sanaa minstens twintig doden en vijftien gewonden.
Op 27 februari bij een luchtaanval onder leiding van Saoedi-Arabië op de stad Naqil bin Ghaylan volgens de berichten 30 tot 40 doden, zowel Houthi-rebellen als burgers.
Op 11 april ging er om 0:00 opnieuw een staakt-het-vuren in tussen de Houthi's en de internationale coalitie onder leiding van Saoedi-Arabië, dat de weg moest vrijmaken voor vredesbesprekingen later die maand. Op 1 mei werden de besprekingen echter weer opgeschort. Volgens de Jemenitische regering hadden Houthi's de militaire basis Umaliqa aangevallen, maar een woordvoerder van de Houthi's wees de beschuldiging van de hand. Nieuw begonnen besprekingen werden op 8 mei ook weer gestaakt, volgens de officiële verklaring van de regering wegens het gebrek aan vooruitgang.

### Nieuwe vredesonderhandelingen
In augustus 2016 verklaarde de Jemenitische regering in ballingschap zich bereid om mee te werken aan een vredesplan voor een eenheidsregering, dat met hulp van de VS tot stand was gekomen. Het conflict in Jemen had inmiddels meer dan 9000 mensenlevens geëist.
Op 8 oktober was er een dubbele bloedige luchtaanval door Saoedi-Arabië op een begrafenis in Sanaa waarbij meer dan 140 doden vielen en 500 gewonden. Dit leidde tot hevige reacties in het binnen- en buitenland en op woensdag 19 oktober ging er een wapenstilstand in van 72 uur. Dit akkoord hield geen stand en de gevechten zijn hervat.
Midden november 2016 werd door de Verenigde Staten een nieuw voorstel tot vrede gedaan op basis van een samenwerkingsregering met deelname van beide partijen.

### Hervatting strijd
In december 2016 werd de burgeroorlog onverminderd voortgezet. De Verenigde Staten liet 13 december echter weten een wapenleverantie te hebben stopgezet.
In 2017 ontstond vanuit de Zuidelijke Beweging de Zuidelijke Overgangsraad, die vervolgens een steeds belangrijkere rol in de strijd ging spelen en daarbij vooral een grote bedreiging vormde voor de regering al-Hadi.

### Dood Saleh
De oud-president Ali Abdullah Saleh kwam op 4 december 2017 om het leven door aanvallen van Houthi-milities. Kort daarvoor had hij openlijk verklaard de Houthi's niet langer te steunen. Vanwege opgelaaide gevechten tussen zijn voor- en tegenstanders was hij de hoofdstad uit gevlucht.

### Patstelling (2018)
De burgeroorlog ontwikkelde zich in 2018 tot een ingewikkeld conflict met vele partijen, waarbij militair territoriaal bezien sprake was van een patstelling. De Zuidelijke Overgangsraad vocht in januari 2018 met de regering-Hadi om de stad Aden (voormalige hoofdstad van Zuid-Jemen). Dit conflict werd uiteindelijk weer beslecht.
- Noorden van Jemen (ruwweg het voormalige Noord-Jemen): Houthi's met (geheime) steun van met name Iran
- Zuiden van Jemen plus de grensstreek met Oman: regering van Hadi met steun van de coalitie Saoedi-Arabië en Verenigde Arabische Emiraten
- Zuiden van Jemen (inclusief Aden en Socotra): Zuidelijke Overgangsraad met steun van de Verenigde Arabische Emiraten
- Oosten van Jemen: Al Qaida en Islamitische Staat

### Voortzetting van de patstelling (2019)
De oorlog sleepte zich in 2019 nog steeds voort in een patstelling. Inmiddels hadden de Verenigde Arabische Emiraten wel aangekondigd zich terug te trekken uit actieve confrontaties en zich meer te richten op het steunen van lokale erkende regeringstrouwe milities. De Verenigde Arabische Emiraten leken zich op de Perzische Golf te richten. Daar waren de spanningen tussen Iran enerzijds en de Verenigde Staten en het Verenigd Koninkrijk anderzijds opgelopen.
In de zomer van 2019 veroverden de separatisten, ondersteund door de Verenigde Arabische Emiraten, Aden op het door Saoedi-Arabië ondersteunde regeringsleger. Een paar dagen later trokken de separatisten zich echter weer grotendeels terug.

### Voortzetting (2020)
Hoewel er begin 2020 voortgang werd geboekt bij de onderhandelingen tussen de Houthi's en Saoedi-Arabië, escaleerde de strijd vanaf februari 2020 aanzienlijk. Hierbij speelden geopolitieke belangen een grote rol. Iran had ogenschijnlijk groot belang bij een langdurig conflict, waarbij dit land indirect veel schade toebracht aan Saoedi-Arabië. De Verenigde Staten steunden Saoedi-Arabië in diens strijd tegen Iran, door de Houthi's tegen te werken. Iran voerde naar verluidt de wapentoevoer naar Jemen in 2020 flink op.
Ondanks de COVID-19-crisis, besloot de Zuidelijke Overgangsraad in april 2020 om te breken met de internationaal erkende regering door de onafhankelijkheid van Zuid-Jemen uit te roepen.

### Voortzetting (2022)
De steden Sanaa en Hodeidah, die werden gecontroleerd door de Houthi's, werden op 26 maart 2022 gebombardeerd door de militaire coalitie geleid door Saudi-Arabië. Dit bombardement was een vergelding voor de beschietingen een dag eerder van de Arabische stad Djedda door de Houthi's, waarbij onder meer een oliedepot van Aramco werd geraakt.
Op 1 april 2022 bereikten de Houthi's en de regeringsgezinde strijdkrachten een akkoord over een wapenstilstand van twee maanden, die eventueel verlengd kon worden. Het bestand zou de volgende dag ingaan.

### Onderhandelingen (2023)
Op 20 maart 2023 meldden de Verenigde Naties en het Internationaal Comité van het Rode Kruis dat de Jemenitische regering en de Houthis na 10 dagen onderhandelen in Zwitserland overeenkwamen 887 gevangenen vrij te laten. Hans Grundberg, de speciale gezant van de VN voor Jemen, zei dat de zaken eindelijk “in de goede richting” gaan naar een oplossing van het conflict. Het mogelijke einde van een verwoestende oorlog in de regio kwam na de Saudi-Iraanse toenadering waarvoor China een week eerder had bemiddeld. Op 9 april 2023 begonnen Saoedische en Omaanse delegaties in de Jemenitische hoofdstad Sanaa gesprekken met Houthi-functionarissen, met het oog op een permanent staakt-het-vuren om een einde te maken aan de langdurige oorlog in het land.

## Kritiek van mensenrechtenorganisaties
De mensenrechtenorganisaties Human Rights Watch en Amnesty International uitten felle kritiek op Saoedi-Arabië omdat het land niet genoeg deed om burgerslachtoffers te vermijden.
Op 18 augustus 2015 bracht Amnesty International een rapport uit waarin werd gesteld dat er in Jemen sprake zou zijn van oorlogsmisdaden tegen de inwoners, zowel van de kant van de coalitie onder leiding van Saoedi-Arabië als van de kant van de rebellen.
In oktober 2018 luidde de VN de noodklok over de grootschalige hongersnood die dreigde voor miljoenen Jemenieten. Belangrijke oorzaken hiervan zijn de opgeworpen blokkades in het land en de aanhoudende bombardementen op bakkerijen en ziekenhuizen.

### Kritiek en onderhandelingen (2018)
In december 2018 werd in de Zweedse stad Rimbo een begin gemaakt met voorzichtige onderhandelingen tussen de Houthi's en de internationaal erkende regering. Op 13 december lukte het de onderhandelende partijen om tot een voorlopig akkoord over een staakt-het-vuren bij Hodeida te komen. Het staakt-het-vuren ging op 18 december in, nadat er een dag eerder nog wel hevige gevechten rond Hodeido hadden plaatsgevonden.
In de Verenigde Staten zwol inmiddels de kritiek aan op het feit dat president Trump Saoedi-Arabië bleef ondersteunen. De Amerikaanse Senaat diende een resolutie in om de Amerikaanse steun aan de oorlog in Jemen te beëindigen, die het met 56 stemmen voor en 41 tegen haalde.

### Vertragingen in de onderhandelingen (2019)
De terugtrekking van de Houthi's uit Hodeidah, als onderdeel van de wapenstilstand onderhandeld in 2018, heeft in januari 2019 vertraging opgelopen. Alsook de uitwisseling van krijgsgevangenen. De Nederlandse oud-generaal Patrick Cammaert is niet langer betrokken bij het toezicht op de wapenstilstand. Er hebben zich in 2019 echter weinig territoriale verschuivingen voorgedaan vergeleken met 2018. De Houthi's zijn in 2019 actiever met op afstand bestuurbare onbemande robots alsook raketten. De Houthi's bewegen zich ook met regelmaat op het grondgebied van Saoedi-Arabië.

### Escalatie van tegenaanvallen Houthi's (2019)
In september 2019 werd de olieproductie in Saoedi-Arabië ernstig verstoord door een aanval. Deze aanval werd door de Houthi's opgeëist. Iran ontkende alle betrokkenheid. De Verenigde Staten en Saoedi-Arabië verdenken echter Iran van directe betrokkenheid gezien de complexiteit en omvang van de aanval op relatief grote afstand van Jemen.

### Vluchtelingen
In 2023 beschuldigde Human Rights Watch Saoedische grenswachters van het massaal en met explosieve munitie neerschieten van Ethiopische vluchtelingen die trachten vanuit Jemen de grens over te steken.